# 斎藤妙純
斎藤 妙純（さいとう みょうじゅん） / 斎藤 利国（さいとう としくに）は、室町時代から戦国時代の武将。美濃守護代斎藤利永の子。叔父にあたる斎藤妙椿の養子となる。通称は新四郎。諱は利国で、妙純は入道名である。右馬丞と称す。妻は野間入道の娘（甘露寺親長の養女）で、後に剃髪して利貞尼と名乗った。子に利親、又四郎、彦四郎、朝倉貞景室、京極高清室。

## 生涯

### 持是院家継承
応仁の乱では、文明5年（1473年）10月に伊勢長野氏救援のため、大将として伊勢に出兵、妙椿と共に東軍の梅戸城を落としている。文明12年（1480年）2月に妙椿が亡くなると持是院家を継承する。守護土岐成頼に対して利国を重用するよう妙椿の遺言があったという。
同年5月、応仁の乱で妙椿が横領した荘園の扱いをめぐり、斎藤氏惣領家当主で守護代の異母兄利藤と争いとなり、8月には合戦を始める。土岐成頼が妙椿の遺言を重んじて利国を支援したために11月には勝敗がつき、敗れた利藤は近江の六角氏のもとに亡命、利国は重臣石丸利光を近江に派遣し、利藤を追討した。その後、利藤は京都で室町幕府の庇護を受ける。
文明13年（1481年）10月、妙純は越前の朝倉氏景に対し、斯波義廉の子・義俊を越前の名目的な主人として推戴することを提案、氏景もこれに同意し、斎藤氏と朝倉氏の連携が強化された。長享元年（1487年）5月、幕府の調停により成頼・妙純と利藤の間で和議が成立、利藤は美濃国守護代に返り咲くことができた。しかし、国内の政治の実権は妙純が握ったままであった。
延徳3年（1491年）4月20日、妙純の娘（13歳）は氏景の子・朝倉貞景の元へ嫁ぎ、朝倉氏との連携は益々強固なものとなった。

### 船田合戦
守護土岐成頼は嫡男政房よりも末子元頼を愛し彼に家督を譲ろうと考え、政房・妙純を倒すため、守護代利藤と結んだ。更に強い出世志向を持つ石丸利光が同僚の西尾直教と対立しているのを知ると、利光に斎藤姓を許した上で妙純から離反させてこれと手を結んだ。その結果、美濃とその周辺諸国を巻き込んだ船田合戦が勃発する。
明応3年（1494年）12月、西尾直教による追い落としの策謀を知った利光は居城船田城に兵を集め、妙純を奇襲しようとしたが失敗、成頼に頼み込んで一旦妙純と和議を結んだ。一方、妙純も居城加納城の防備を固くし事態に備えた。
明応4年（1495年）5月から6月にかけて、利光は船田城へ斎藤利藤の孫利春、末子毘沙童、更に土岐元頼を次々と迎え入れた。妙純には尾張の織田寛広（寛広の養父敏広の妻は妙椿の養女）から援軍が駆け付けた。7月1日に合戦があり、石丸方が敗れ、形勢不利と見た利光は、7日に船田城に火をかけ近江へと逃れた。石丸方が敗れたことで責任を感じたのか、成頼は城田寺城に隠居、政房に家督と守護職を譲った。
明応5年（1496年）5月、妙純が尾張の織田寛広支援のために出陣中に、利光は近江の六角高頼、尾張の織田寛村、伊勢の梅戸貞実らの援助を得て、4000の兵で伊勢、尾張を通り、成頼の居る城田寺城に入った。妙純方には近江の京極高清、尾張の織田寛広、越前の朝倉貞景の援軍が集まった。27日に合戦が始まるが、石丸方は劣勢で29日には城田寺城は包囲され、30日に利光は自害した。成頼は妙純が元頼を許さないため、城から出ようとしなかったが、政房が出向いて説得し6月16日に漸く城を出た。20日、城田寺城に火がかけられ元頼は自害した。利藤も間もなく隠居させられることとなった。
同年8月、法印権大僧都となり、嫡男の利親に家督を譲った。

### 最期
同年9月、妙純は京極高清の求めに応じ、先に石丸方に味方した六角高頼を討伐するため、近江に出陣、緒戦で京極政経を打ち破る。しかし、六角方は蒲生貞秀・延暦寺や北畠政郷らの支援を受けた上に大きな合戦もなく戦線は膠着し、和議を結び美濃へ撤収することとなった。12月7日、撤収準備にかかったところ、突然、長期の侵攻に不満を蓄積していた郷民・馬借による土一揆が蜂起し、不意をつかれた美濃勢は具足太刀を奪われ、妙純以下1000余りが戦死、妙純の嫡男利親らも戦死し、持是院家は大打撃を受けることとなった。
孫の勝千代は幼少の為、次男の又四郎が後を継いだ。